# Samuel Guaycochea
Samuel Guaycochea (* 7. November 1903 in Mendoza (Argentinien); † 1973) war ein argentinischer Militär und Diplomat.

## Werdegang
Von 1924 bis 1926 studierte er am Colegio Militar.
Von 1938 bis 1940 war er bei der Escuela Superior Militar de Aviación Base Aérea beschäftigt.
Ab 1947 war er Luftwaffenattaché in La Paz und Lima.
1951 leitete Brigadier Major Samuel Guaycochea, die Escuela de Aviación Militar Córdoba, Córdoba, Provinz Córdoba, der Fuerza Aérea Argentina und wurde von Brigadegeneral Guillermo Zinny in den Putschversuch von Benjamín Menéndez am 28. September 1951 gegen Juan Perón eingebunden.
Nach dem Scheitern des Staatsstreiches flohen Guaycochea und Zinny nach Uruguay.
Nach dem Staatsstreich, durch den Juan Perón im September 1955 abgesetzt wurde, wurden Zinny und die anderen, denen vorgeworfen wurde, an dem Aufstand von 1951 teilgenommen zu haben, am 12. Oktober 1955 wieder in die Reihen ihrer jeweiligen Streitkräfte aufgenommen.
Ende 1955 wurde Brigadegeneral Guillermo Zinny zum argentinischen Botschafter in Caracas ernannt und Guaycochea wurde Botschafter in Bogotá.

## Veröffentlichungen
- La aeronáutica en la defensa nacional. Bahía Blanca, Instituto tecnológico del Sur, 1950. 31 Seiten.